# Barberine
Die Barberine ist ein Wildbach in den Walliser Alpen, der im Grenzgebiet zwischen der Schweiz und Frankreich verläuft. Die Barberine entspringt dem Lac d’Emosson in der Schweiz, fliesst generell Richtung Süd bis Südost und mündet nach etwa drei Kilometern in Sichtweite des Weilers Barberine, (Gemeinde Vallorcine), jedoch knapp auf Schweizer Hoheitsgebiet, als linker Nebenfluss in die Eau Noire. In seinem Verlauf bildet der Bach nicht immer die Staatsgrenze, sondern wechselt mal nach Frankreich, mal in die Schweiz.
Auf seinem Weg berührt er den Schweizer Kanton Wallis und das französische Département Haute-Savoie.